# Тишина (ТВ филм)
„Тишина ” је југословенски ТВ филм из 1968. године. Режирао га је Здравко Шотра а сценарио је написао Гордан Михић.

## Улоге
| Глумац          | Улога |
| --------------- | ----- |
| Милка Лукић     |       |
| Виктор Старчић  |       |
| Предраг Тасовац |       |
| Стево Жигон     |       |